# Jacques Sourdille
Jacques Sourdille est un médecin et homme politique français, né le 19 juin 1922 à Nantes (Loire-Atlantique) et décédé le 9 juillet 1996 à Paris 12e.

## Biographie
Jacques Sourdille est le fils du médecin Maurice Sourdille (1885-1961), cofondateur de la Clinique Sourdille à Nantes, et d'Anne-Marie Vincent (sœur du préfet Alexandre Vincent).

### L'épreuve de la guerre et la résistance
Réfractaire au STO, il entre dans la clandestinité comme agent de renseignements dans un réseau anglais, confirmant, à vingt ans, son refus de toute soumission à l'occupant. Arrêté à Flers en 1944 par la Gestapo, il est déporté au camp de concentration de Neuengamme. À la Libération, Jacques Sourdille est l'un des trois survivants sur les quarante-sept hommes que comptait son commando. Cinq années de sanatorium seront nécessaires au rétablissement d'un homme physiquement brisé, qui ne pèse plus que trente-trois kilos, mais dont la volonté est intacte.

### Son parcours de médecin
Jacques Sourdille reprend sa formation médicale, qu'il conduira brillamment jusqu'à l'internat, puis l'agrégation. Médecin hospitalier à Paris, spécialisé en ophtalmologie, il s'engage dans l'action syndicale et sera membre du conseil fédéral de la Confédération générale des cadres. Directeur d'enquête à l'INSERM, il enseignera à l'Université de Dakar, puis à Paris VII. Ophtalmologiste expert auprès de l'Organisation mondiale de la santé en 1974, il participera, en tant que professeur détaché à l'UNESCO, au programme de formation de santé publique de l'Afrique de l'Ouest, de 1983 à 1986.

### Son parcours politique
Doté d'un charisme particulier, il entre en politique en 1968, à la demande de Georges Pompidou, qui lui suggère de présenter sa candidature pour les élections législatives dans les Ardennes. Il est élu, contre Guy Desson, sous l'étiquette UDR. En 1970 il est élu Conseiller général du canton de Grandpré, mandat qu'il gardera jusqu'à son décès en 1996. En 1972, Jacques Sourdille est élu Président de la Région Champagne Ardenne de 1974 à 1981. Le mouvement gaulliste l'élit à la même date Secrétaire Général-Adjoint de l'UDR.  En mars 1977, Jacques Sourdille est appelé au Gouvernement par Raymond Barre, qui lui confie le secrétariat d'État à la recherche.Il anime le secteur de la Recherche, multipliant les contacts avec les chercheurs en développant le concept d'une enveloppe recherche consacrée à des actions qu'elle finance dans les budgets des organismes. Président de Région, il développe la régionalisation de la recherche en relation avec la Datar et  tente en particulier de développer la recherche sur l'utilisation de l'énergie solaire. Il encourage le CNRS à travailler en partenariat avec des entreprises publiques et privées.
Il retrouve son siège de député de Sedan de 1978 à 1981, puis de 1986 à 1988 (RPR).
Élu sénateur des Ardennes en 1989, Jacques Sourdille n'oublie pas ses responsabilités de médecin. Rapporteur pour la commission des lois de textes importants, sur la protection juridique des malades et des handicapés ou sur la lutte contre le travail clandestin, il intervient aussi longuement dans la discussion du projet de loi réprimant le trafic illicite de stupéfiants.
Jacques Sourdille participe avec enthousiasme au processus de décentralisation, défendant ardemment les prérogatives de l'échelon départemental. Élu à la présidence du Conseil départemental des Ardennes en 1982, jusqu'en 1995.

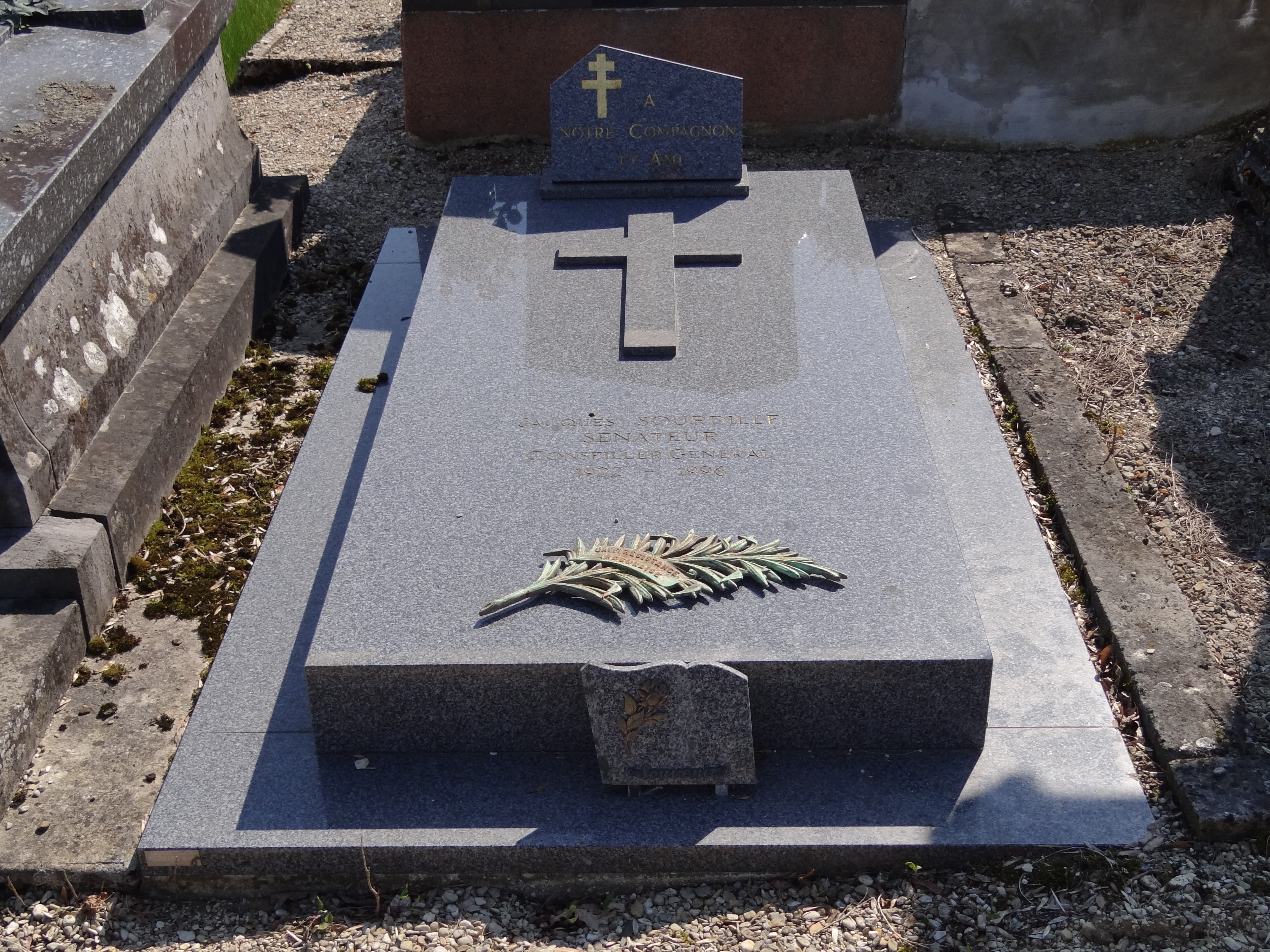
La tombe de Jacques Sourdille au cimetière de Grandpré (Ardennes).